# Елізабет Гелфін
Елізабет Гелфін (англ. Elizabeth Galphin; нар. 26 серпня 1968) — колишня американська тенісистка.
Найвищу одиночну позицію світового рейтингу — 185 місце досягла 9 травня, 1988, парну — 225 місце — 25 квітня 1988 року.
Найвищим досягненням на турнірах Великого шолома було 2 коло в одиночному розряді.

## Фінали ITF

### Одиночний розряд: 2 (0–2)
| Результат | Ранг | Дата     | Турнір                               | Покриття | Суперниця         | Рахунок       |
| --------- | ---- | -------- | ------------------------------------ | -------- | ----------------- | ------------- |
| Поразка   | 1.   | Тра 1987 | Бат (Англія), Велика Британія        | Ґрунт    | Марія Хосе Льорка | 1–6, 6–3, 1–6 |
| Поразка   | 2.   | Лип 1987 | Спартанбург (Південна Кароліна), США | Ґрунт    | Інгелісе Дрігейс  | 2–6, 4–6      |

### Парний розряд: 1 (0–1)
| Результат | Ранг | Дата     | Турнір                       | Покриття | Партнерка        | Суперниці                        | Рахунок  |
| --------- | ---- | -------- | ---------------------------- | -------- | ---------------- | -------------------------------- | -------- |
| Поразка   | 1.   | Лис 1989 | Пфорцгайм, Західна Німеччина | Тверде   | Кароліна Шнайдер | Олена Брюховець Євгенія Манюкова | 1–6, 1–6 |